# Diocese de Albacete
A Diocese de Albacete (em latim: Dioecesis Albasitensis) é uma diocese da Igreja Católica da Espanha, sediada na cidade de Albacete, na província de Albacete, comunidade autónoma de Castela-Mancha. Faz parte da Arquidiocese de Toledo. Foi fundada em 2 de novembro de 1949 pelo Papa Pio XII. Em 2022 contava com uma população católica de 365 950 fiéis, sendo 94,9% da população total, e tinha 127 paróquias.

## História
Em 2 de novembro de 1949 o Papa Pio XII cria através dos territórios das dioceses de Cartagena, Cuenca e Orihuela  a Diocese de Albacete  na Espanha. Em 1957 a Diocese de Albacete perde território para a Diocese de Cuenca.

## Lista de bispos
A seguir uma lista de bispos desde 1949.
|        | Nome                        | Período   | Notas                               |
| Bispos | Bispos                      | Bispos    | Bispos                              |
| ------ | --------------------------- | --------- | ----------------------------------- |
| 7º     | Ángel Román Idígoras        | 2025-     | Atual                               |
| 6º     | Ángel Fernández Collado     | 2018-2024 | Bispo emérito                       |
| 5º     | Ciriaco Benavente Mateos    | 2006-2018 | Bispo emérito                       |
| 4º     | Francisco Cases Andreu      | 1996-2005 | Nomeado bispo das Canárias          |
| 3º     | Victorio Oliver Domingo     | 1981-1996 | Nomeado bispo das Orihuela-Alicante |
| 2º     | Ireneo García Alonso        | 1968-1980 | Renunciou                           |
| 1º     | Arturo Tabera Araoz, C.M.F. | 1950-1968 | Nomeado arcebispo de Pamplona       |